# 조선민주주의인민공화국 여자 축구 국가대표팀
조선민주주의인민공화국 여자 축구 국가대표팀(문화어: 조선민주주의인민공화국 녀자 국가종합팀) 혹은 북한 여자 축구 국가대표팀은 조선민주주의인민공화국을 대표하는 여자 축구 대표팀으로 조선민주주의인민공화국 축구 협회에서 관리한다. 남자대표팀과는 달리 여자 대표팀은 아시아 축구의 강호로 손꼽히는 팀들 중에 하나로 1989년 12월 21일 중국과의 1989년 AFC 여자 축구 선수권 대회 A조 조별리그 첫 경기에서 국제 A매치 첫 경기를 치렀으며 이 경기에서 1-4로 패했다.

## 국제 대회 경력

### FIFA 여자 월드컵
여자 월드컵 4번의 본선 대회 중 2007년 대회에서 8강에 이름을 올리긴 했지만 나머지 3번의 대회에서는 이렇다할 성적을 거두지 못한 채 조별리그 탈락의 고배를 마셨다.

### AFC 여자 아시안컵
여자 아시안컵 10번의 본선 대회 중 2001년과 2003년 그리고 2008년 대회에서 우승컵을 들어올렸고 1993년과 1997년 그리고 2010년 대회에서 준우승을 달성하는 등 9번의 대회에서 4위 이상의 성적을 거두었다.

### 아시안 게임
아시안 게임 축구 7번의 대회 중 3개의 금메달(2002년, 2006년, 2014년)과 2개의 은메달(1998년, 2010년), 1개의 동메달(1990년)을 따내면서 6번의 대회에서 메달 획득에 성공했다.

### 하계 올림픽
올림픽 축구 본선 2번의 대회(2008년, 2012년)에 출전했으나 2번 모두 조별리그에서 탈락했다. 다만 2008년 대회에서 나이지리아를 꺾었고 2012년 대회에서는 콜롬비아를 꺾었다.

### EAFF E-1 풋볼 챔피언십
동아시안컵 5번의 대회 중 3번의 대회(2013년, 2015년, 2017년)에서 우승컵을 들어올렸고 나머지 2번의 대회(2005년, 2008년)에서는 준우승을 차지했다.

## 기타 국제 대회 경력
알가르브컵에는 2014년 대회에 유일하게 참가하여 이 대회에서 8위에 이름을 올렸고 키프로스컵에는 3번 출전하여 2019년 대회에서 우승을 차지했고 2002년 알베나컵, 2012년 4개국 친선 여자 축구 대회, 2004년 오스트레일리아컵에서도 한번씩 우승을 차지했다.

## 성적

### FIFA 여자 월드컵
- 1991년 — 예선 탈락
- 1995년 — 불참
- 1999년 — 조별 예선
- 2003년 — 조별 예선
- 2007년 — 8강
- 2011년 — 조별 예선
- 2015년 — 출전 금지 (2011년 FIFA 여자 월드컵에서 일어난 도핑 스캔들에 대한 FIFA의 징계 조치)
- 2019년 — 예선 탈락
- 2023년 — 불참
- 2027년 — 미정

### 하계 올림픽
- 1996년 ~ 2004년 — 예선 탈락
- 2008년 — 조별 예선
- 2012년 — 조별 예선
- 2016년 — 예선 탈락
- 2020년 — 기권
- 2024년 — 예선 탈락

### AFC 여자 아시안컵
- 1975년 — 불참
- 1977년 — 불참
- 1979년 — 불참
- 1981년 — 불참
- 1983년 — 불참
- 1986년 — 불참
- 1989년 — 1라운드
- 1991년 — 4위
- 1993년 — 준우승
- 1995년 — 불참
- 1997년 — 준우승
- 1999년 — 3위
- 2001년 — 우승
- 2003년 — 우승
- 2006년 — 3위
- 2008년 — 우승
- 2010년 — 준우승
- 2014년 — 출전 금지
- 2018년 — 예선 탈락
- 2022년 — 불참

### 아시안 게임
- 1990년 — 3위
- 1994년 — 불참
- 1998년 — 준우승
- 2002년 — 우승
- 2006년 — 우승
- 2010년 — 준우승
- 2014년 — 우승
- 2018년 — 8강
- 2022년 — 준우승

### EAFF 여자 동아시안컵
- 2005년 — 준우승
- 2008년 — 준우승
- 2010년 — 기권
- 2013년 — 우승
- 2015년 — 우승
- 2017년 — 우승
- 2019년 — 기권
- 2022년 — 불참

## 역대 감독
| 감독   | 임기        |
| ------ | ----------- |
| 문기남 | 불명        |
| 문기남 | 1999 ~ 2000 |

## 같이 보기
- 조선민주주의인민공화국 축구 국가대표팀

1. ↑  FIFA Century Club